# Accord parental
 (juillet 2025).
Pour plus de détails, voir Fiche technique et Distribution.
Accord parental est un court métrage belge réalisé par Benjamin Belloir, sorti en 2018. 

## Synopsis
Une fille de 19 ans, son frère et leur mère. La  fille des sex cam rémunérées avec des inconnus. Un soir, elle est surprise par son frère. Ce dernier est choqué et menace de tout raconter à la mère. 

## Distribution
- Camille Claris : Clémentine
- Anne-Pascale Clairembourg  : la mère
- Louka Minnella : Raphaël
- Lorenzo Dessi :  l'homme en caméra

## Récompenses
- FIFF 2018 : Prix ARTE - Court métrage belge et Prix RTBF - Court métrage belge